# Lemnalia exilis
Lemnalia exilis is een zachte koraalsoort uit de familie Nephtheidae. De koraalsoort komt uit het geslacht Lemnalia. Lemnalia exilis werd in 1966 voor het eerst wetenschappelijk beschreven door Tixier-Durivault. 